# Juliana Falconieri
Juliana Falconieri (en italiano, Giuliana Falconieri) fue una religiosa italiana del fin del siglo XIII y principios del siglo XIV, considerada como santa por la Iglesia católica. Nació en 1270 en Florencia, en Toscana y murió en el 19 de junio de 1341. Su vida es conocida por la leyenda y tradición a la que está ligada.

## Biografía
Atraída por la santidad de los primeros hermanos de la Orden de los Servitas de María, sobrina de uno de ellos, Alexis Falconieri, se consagra al Señor y se entrega enteramente a la penitencia, a la contemplación y a las obras de caridad. Su devoción hacia la Virgen María y su amor a la Eucaristía eran muy destacados.
Esta entre las mujeres pías que, permanecieron en sus casas (sin enclaustrarse), vistiendo el hábito de mantelées (portaban un pequeño mantel sobre sus cabezas) y adoptaron este género de vida y el espíritu de la Orden de los Servitas. Entre ellas, Juliana ocupa un lugar particular. Si bien con el tiempo, ella fue considerada como la fundadora de las religiosas y monjas de la Orden de los Servitas de María. Es también la santa patrona de los miembros (hombres y mujeres) de la Orden.

## El milagro de su muerte
Debilitada por los cilicios, las vigilias, las oraciones y ayunos, postrada, enferma, no retenía ningún alimento. Fue autorizada a recibir la hostia, depositándola sobre su pecho, sobre su corazón. El sacerdote decía una oración para «santificar el alma de la enferma» con el contacto del cuerpo de Cristo. La hostia desapareció y Juliana murió, el 19 de junio de 1341.

## Veneración
Su cuerpo se venera en la Basílica de la Santísima Anunciación de Florencia.
Una estatua de mármol que la representa fue dispuesta en la Basílica de San Pedro en Roma, en la parte izquierda, dirigiendo la mirada hacia el altar mayor.
Fue beatificada el 8 de julio de 1678 por el papa Inocencio XI, siendo él mismo terciario de la Orden de los Servitas de María.
Fue canonizada el 16 de junio de 1737 por el papa Clemente XII al mismo tiempo de san Vincente de Paul, Juan Francisco Régis y Catalina de Génova.
Su memoria  litúrgica se celebra el 19 de junio.